# Reußenkreuz
Das Reußenkreuz ist eine Passhöhe im Odenwald in der Gemarkung Ober-Sensbach der Stadt Oberzent im Odenwaldkreis in Hessen.

## Geographische Lage
Das Reußenkreuz ist ein 515 Meter hoher bewaldeter Bergrücken im Buntsandstein-Odenwald östlich von Beerfelden. Am Reußenkreuz teilt sich dieser Bergrücken in drei Richtungen auf. Nach Norden führt er zu dem wenige hundert Meter entfernten Krähberg (555 m ü. NHN) mit dem Jagdschloss Krähberg, nach Südwesten führt eine kilometerlange Kammlinie zur Sensbacher Höhe (558 m ü. NHN) und im Südosten liegt rund einen Kilometer entfernt der Breithaupt (522 m ü. NHN), wo sich der Bergrücken weiter aufgliedert. Mithin liegt das Reußenkreuz an einem Wasserscheidepunkt zwischen dem Mümlingtal im Westen, dem Sensbach im Süden und der Itter im Osten und es liegt auf der Wasserscheide zwischen Main und Neckar. Die Talhänge auf beiden Seiten der Passhöhe sind steil und zeigen ein kleinteilig zertaltes Gebirgsrelief.
Von Nordwesten reicht die Grenze der Gemarkung Hetzbach bis an das Reußenkreuz. Im Talgrund rund einen Kilometer östlich des Reußenkreuzes beginnt die Gemarkung Schöllenbach. Am Reußenkreuz liegt ein Wohnplatz mit sieben Hausnummern, darunter der Waldgasthof Reußenkreuz.

## Geschichte
Schon rund 30 Jahre vor dem Bau von Jagdschloss Krähberg wurde auf dem Reußenkreuz ein Forsthaus erbaut. In ihm wurde später die Gaststube Zum Auerhahn eingerichtet, der spätere Waldgasthof, dessen Name 1935 in Reußenkreuz geändert wurde.
Über den Ursprung des Namens gibt es unterschiedliche Deutungen. Eine besagt, der Name bedeute ursprünglich Reisenkreuz (Reiser = Wald, Busch) und bezeichnete einen Bildstock im Wald. Nach einer anderen Vermutung wurde hier zu Ehren der Familie des Zaren aller Reußen, die mit den Großherzögen von Hessen verwandt war (Marie von Hessen-Darmstadt und Alix von Hessen-Darmstadt) ein Andreaskreuz errichtet. In dem Streit um Reisenkreuz oder Reußenkreuz legte das Regierungspräsidium Darmstadt 1992 die amtliche Schreibweise Reußenkreuz fest.

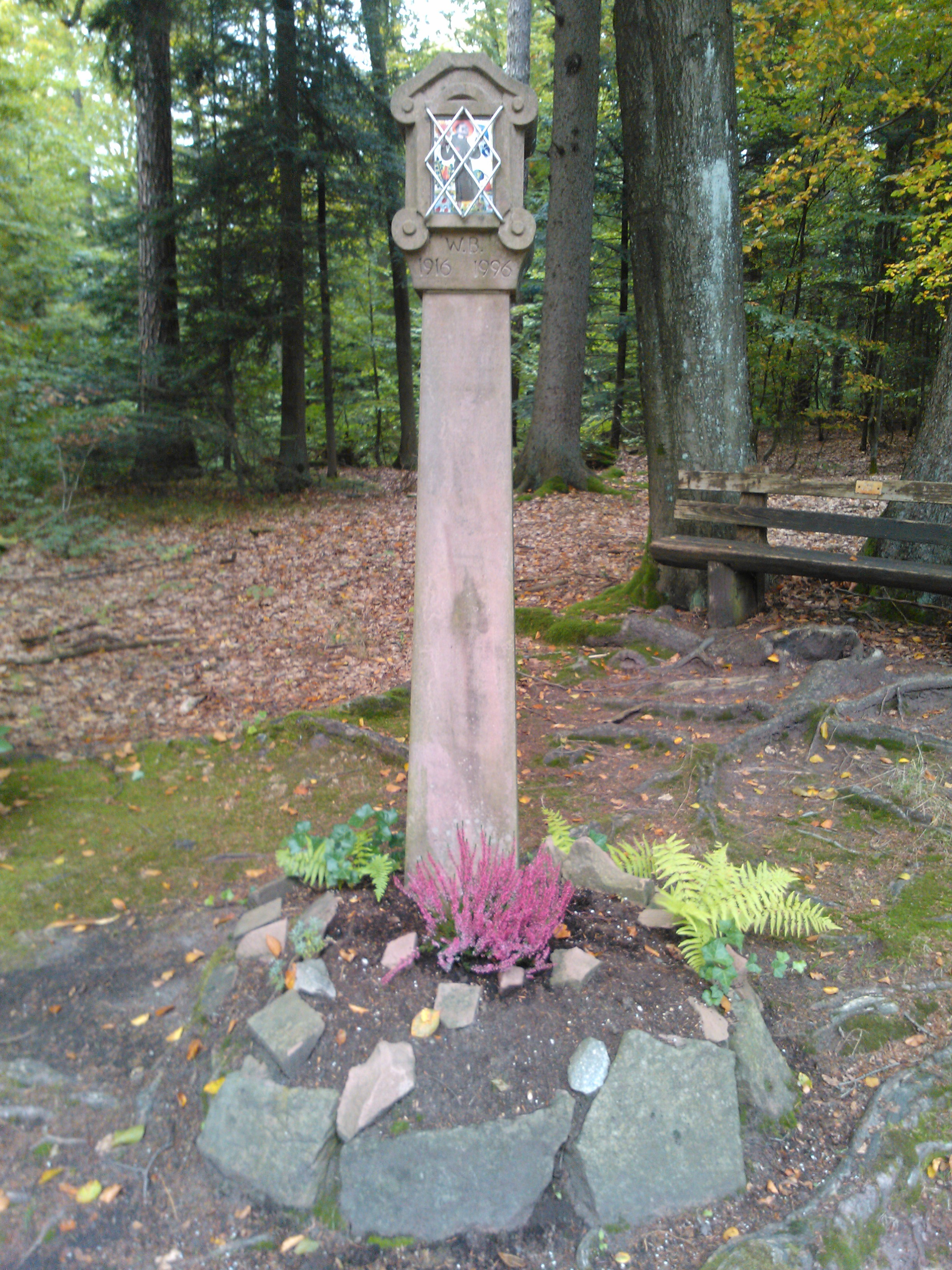
Der Bildstock nördlich des Reußenkreuzes am Abzweig des Waldweges nach Bullau
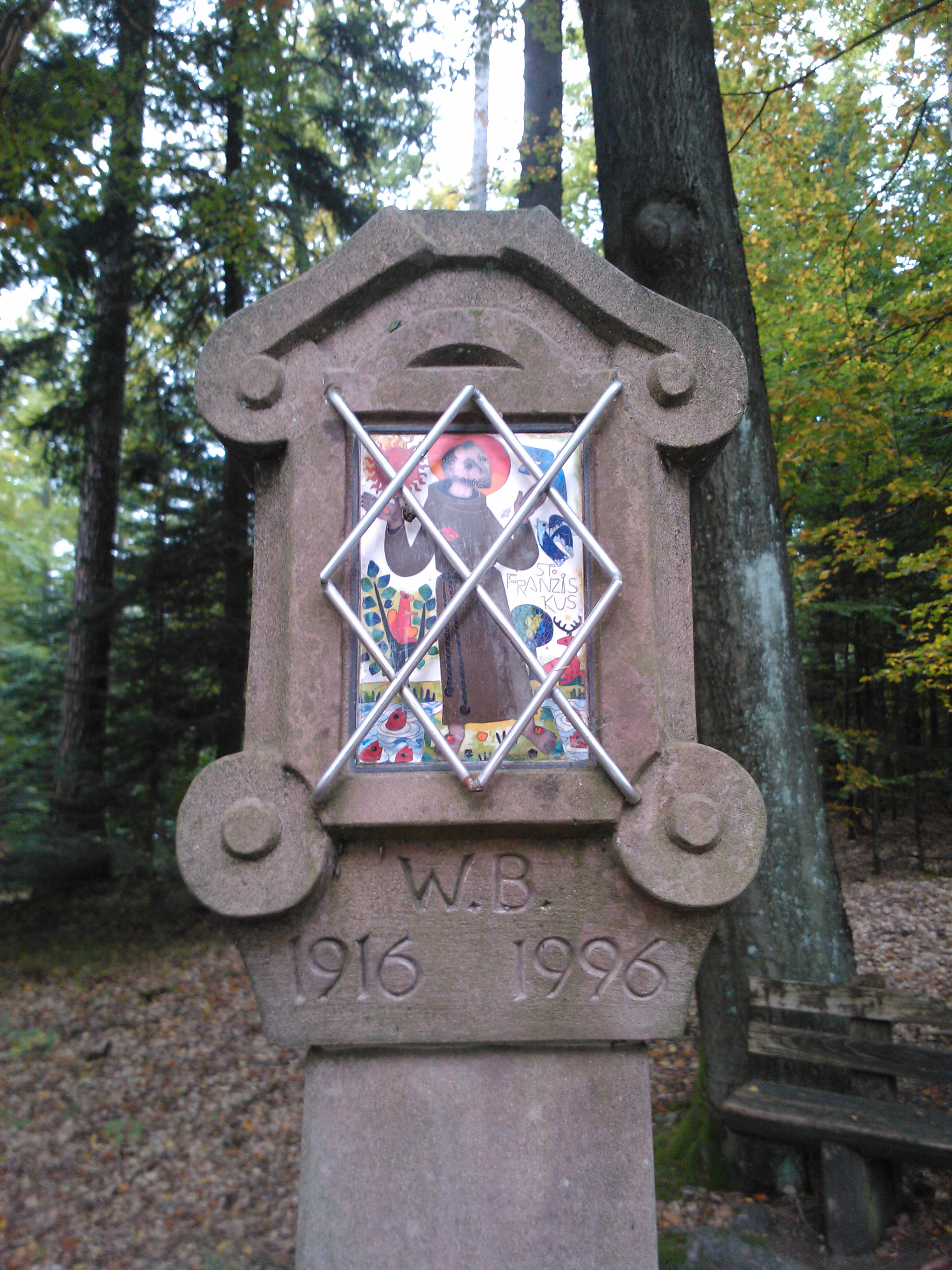
Der Kopf des Bildstockes, St. Franziskus darstellend
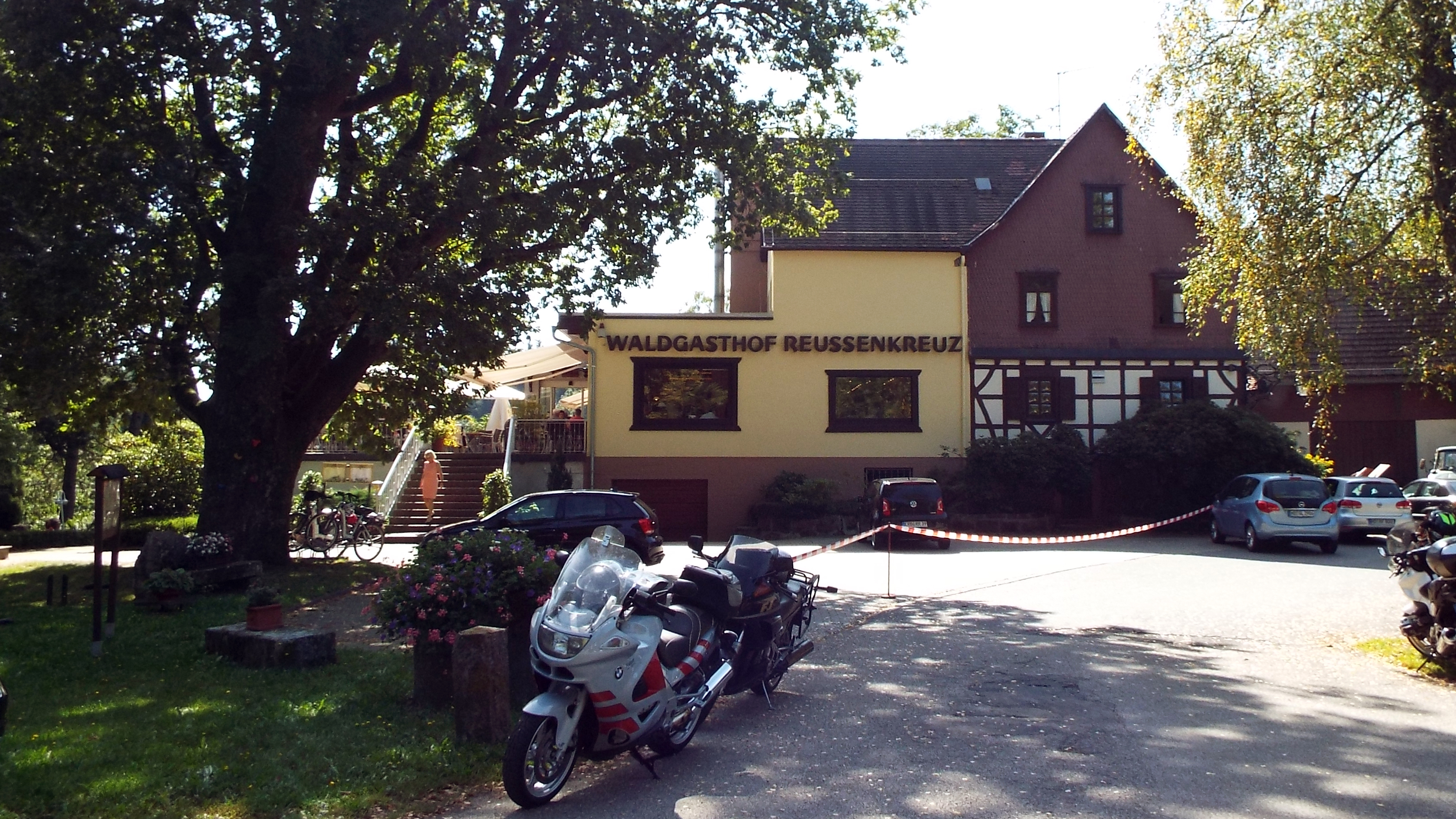
Waldgaststätte Reußenkreuz

## Verkehr
Unter dem Reußenkreuz hindurch führt der 3100 Meter lange Krähbergtunnel der Odenwaldbahn.
Die Landesstraße 3108 bildet als Fortsetzung der Bundesstraße 460 einen Streckenabschnitt der Siegfriedstraße und folgt kurvenreich den vielfach gekerbten steilen Talhängen zu beiden Seiten des Reußenkreuzes und bietet so die einzige Straßenverbindung von Hesseneck zum restlichen Odenwaldkreis. Es gilt, sowohl von Hetzbach als auch von Schöllenbach rund 220 Höhenmeter zu gewinnen. Diese Strecke war seit 1921 Austragungsort der ursprünglich vom Hessischen Automobil-Club veranstalteten Krähbergrennen.
Der vom Geo-Naturpark Bergstraße-Odenwald betreute Wanderparkplatz Reußenkreuz lädt zu Wanderungen auf den Forstwegen des ausgedehnten Waldgebietes ein.